# Live at the Mirage
Live at the Mirage è un film concerto della cantante e attrice Cher. È stato girato al Mirage Hotel di Las Vegas durante l'Heart of Stone Tour nel 1990. Originariamente pubblicato dalla Sony BMG nel 1992, il video è stato ripubblicato dalla Eagle Rock Entertainment nel 2005.

## Tracce
1. Opening After All
2. I'm No Angel
3. We All Sleep Alone
4. Bang Bang (My Baby Shot Me Down)
5. I Found Someone
6. Take It to the Limit
7. If I Could Turn Back Time
8. Perfection
9. The Fire Down Below
10. Takin' It to the Streets
11. After All
12. End Credits

## Tracce bonus
1. "Hold On" (Mirage - Rehearsal - Heart Of Stone Tour 89)
2. "Many Rivers to Cross" (Mirage - Rehearsal - Heart Of Stone Tour 90)
3. "Tougher Than the Rest" (Mirage - Rehearsal - Heart Of Stone Tour 89)

## Extra
- Alternate Opening
- Cher's Big Blooper
- Backstage Home Movies With Cher Commentary
- I Survived The 1990 Tour
- "Heart of Stone" (live clip)
- Photo Gallery

## Esibizioni bonus (Multi-Angle)
- Cher at the Mirage
- Cher's Rehearsal
- Cher on Tour